# The Osmonds

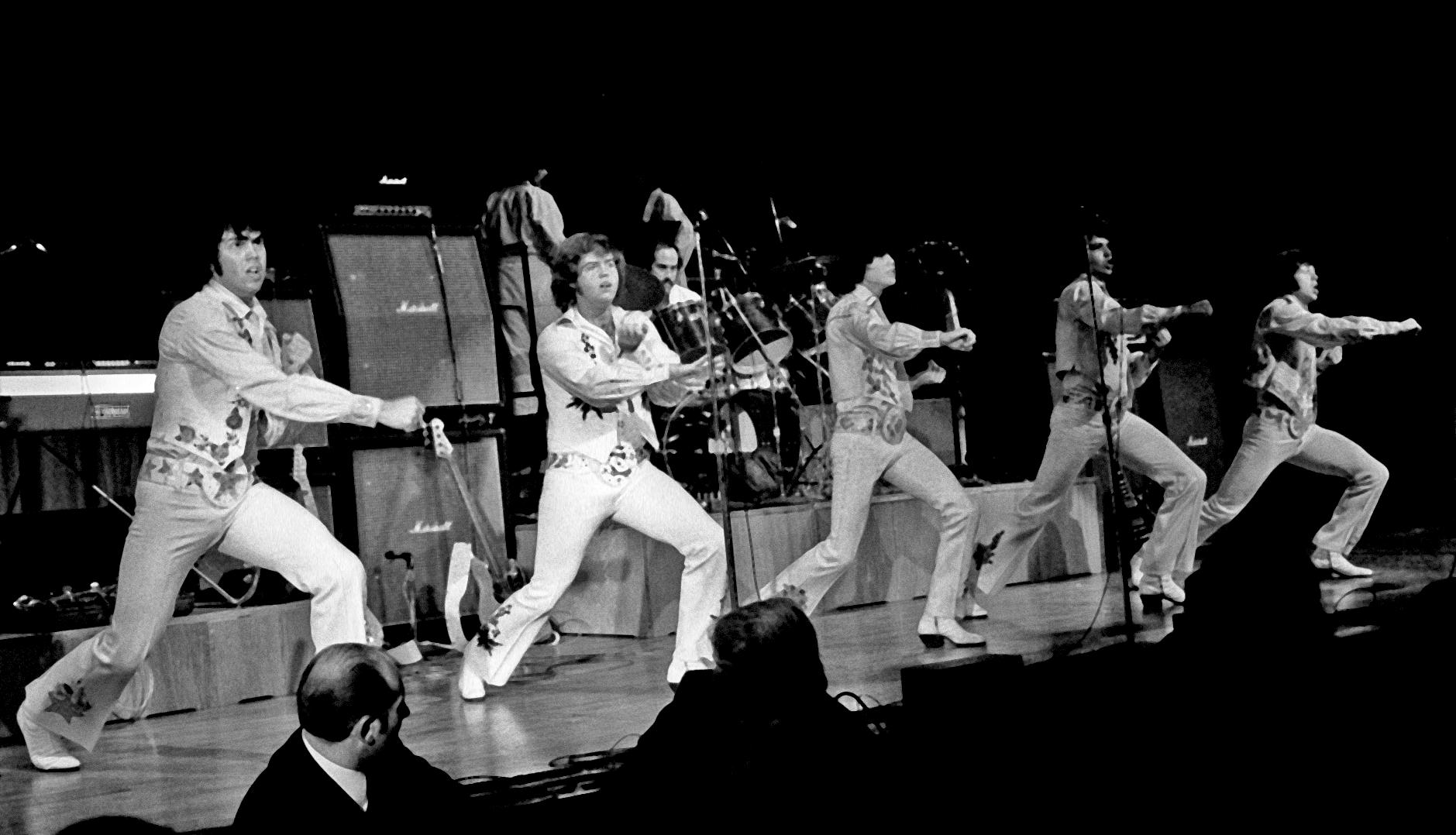
Fotografía de la Banda "The Osmonds"

The Osmonds son un grupo de música estadounidense con una larga y variada carrera que comenzó en 1958. Sus componentes comenzaron cantando al estilo Barbershop cuando eran niños, y pronto alcanzaron el éxito internacional como ídolos musicales adolescentes. También han producido y protagonizado diversos espacios y shows de televisión.
Cuando se inició como cuarteto, estaba formado por los hermanos Alan Osmond, Wayne Osmond, Merrill Osmond y Jay Osmond. Más tarde se les unieron los hermanos menores Donny Osmond y Jimmy Osmond. Su única hermana Marie Osmond, quien rara vez cantaba con sus hermanos por entonces, inició una exitosa carrera en solitario en 1973. Los hermanos mayores George Virl Osmond, Jr. (Virl) y Tom Osmond nacieron sordos y no participaron inicialmente, a pesar de que más tarde hicieron apariciones ocasionales, sobre todo en los especiales de Navidad de la familia desde la década de 1970. Todos los Osmonds han nacido en su ciudad natal de Ogden, Utah, excepto el más joven, Jimmy, que nació en Canoga Park, California. 
El grupo ha vendido más de 102 millones de discos alrededor del mundo.
- Datos: Q1543041
- Multimedia: The Osmonds / Q1543041